# Erik Simons Eriksson
Erik Simons Eriksson, född Erik Torbjörn Eriksson 17 november 1965 i Dals-Eds församling i Älvsborgs län, är en svensk musiker, låtskrivare, saxofonist och grundare till dansbandet Simons. Eriksson började tidigt med musik och spelade en del ihop med sin farbror Karl-Erik Eriksson. Han driver även Stockholms Dragspelsservice AB som handlar med och reparerar dragspel.